# Одзі (Нара)
О́дзі (яп. 王寺町, おうじちょう, одзі тьо ) — містечко в Японії, у північно-західній частині префектури Нара.